# Terminal de Ómnibus de La Plata

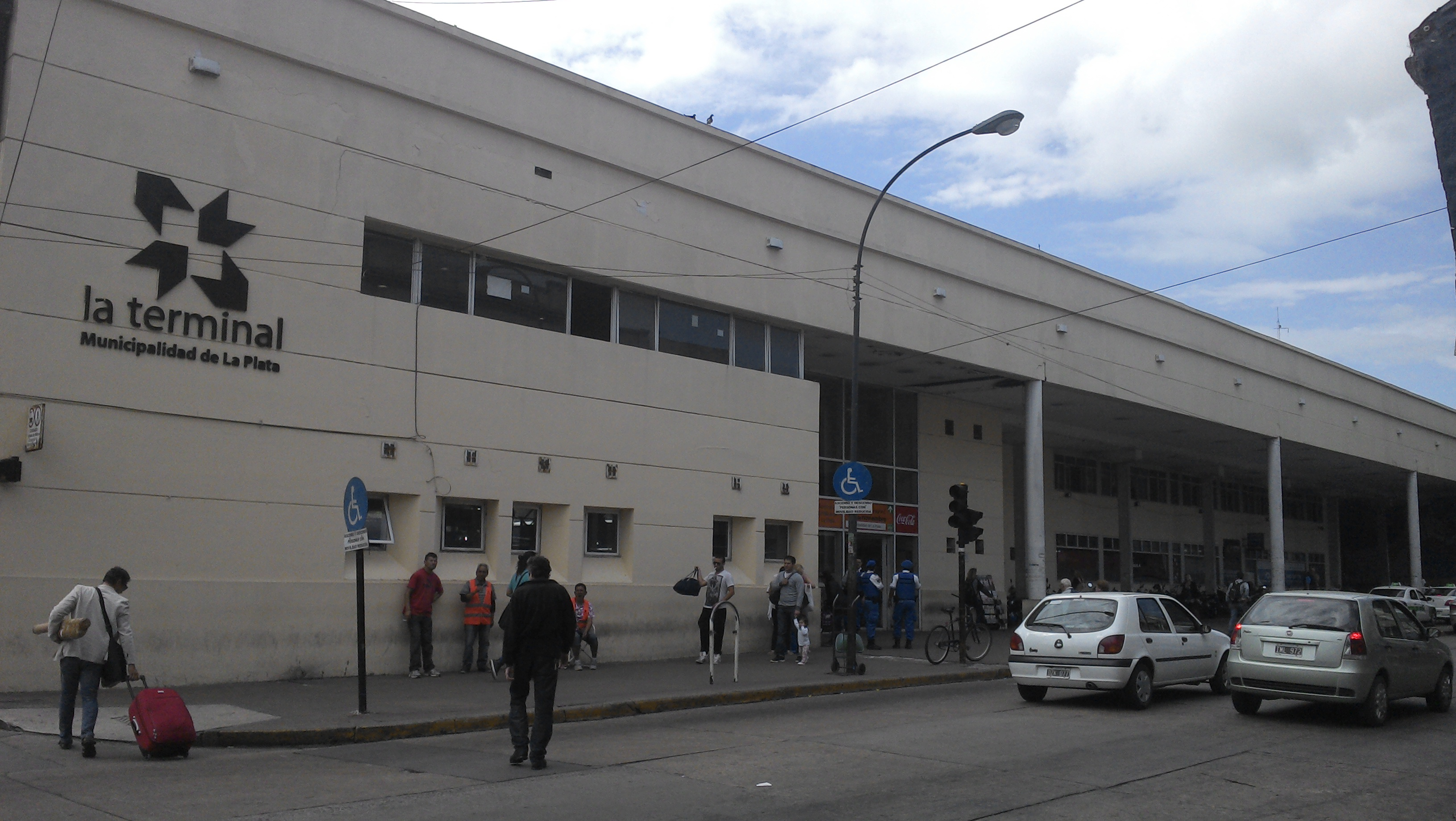
Fachada de la Terminal de Ómnibus de La Plata sobre Calle 42

La Terminal de Ómnibus de La Plata es la principal estación de ómnibus  de media y larga distancia de la ciudad argentina de La Plata.
La terminal se encuentra en el casco urbano de dicha ciudad que es la capital de la provincia de Buenos Aires, más precisamente en el barrio de «La Terminal» entre las calles 41, 42, 3 y Diagonal 74. Los fines de semana largos la terminal recibe miles de pasajeros con destino interior de la provincia y otros destinos nacionales. Tal estación terminal cuenta con nueve dársenas para los servicios de las líneas 129, 195 y 338 (solo por camino Gral. Manuel Belgrano) con entrada por las calles 42 y 4; y las 11 dársenas restantes para servicios de media y larga distancia con entrada por calle 41.
Cuenta con 31 boleterías, una cafetería-restaurante, dos quioscos, una regalería, una panchería y lugares de espera cerrados y semiabiertos. También cuenta con el servicio de wifi libre. En la boletería 9 (TALP SA) se encuentra habilitada para la carga de la tarjeta SUBE. Actualmente, hay un proyecto oficial de construir la terminal en la estación de trenes (ferroautomotora) de 1 y 44 para la mejor fluidez de los servicios de larga distancia y no atravesar el centro platense.

## Servicios que salen desde la terminal
- Línea 129 (Buenos Aires)
- Línea 195 (Buenos Aires)
- Línea 290 (Buenos Aires)
- Línea 338 (Buenos Aires)(x Belgrano)
- Línea 340 (Buenos Aires)
- Línea 351 (Buenos Aires)
- Línea 411 (Buenos Aires)

## Servicios urbanos
Pasan por la terminal, pero no entran: oeste, este, 520, sur, norte, 414, 215, 225, 202.

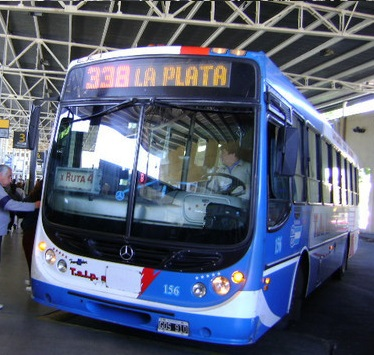
Línea 338 en la darsena 1.

### Otros servicios
Cuenta con una estación de servicios de bicicletas públicas y con paradas de taxi en sus dos salidas.

## Véase también

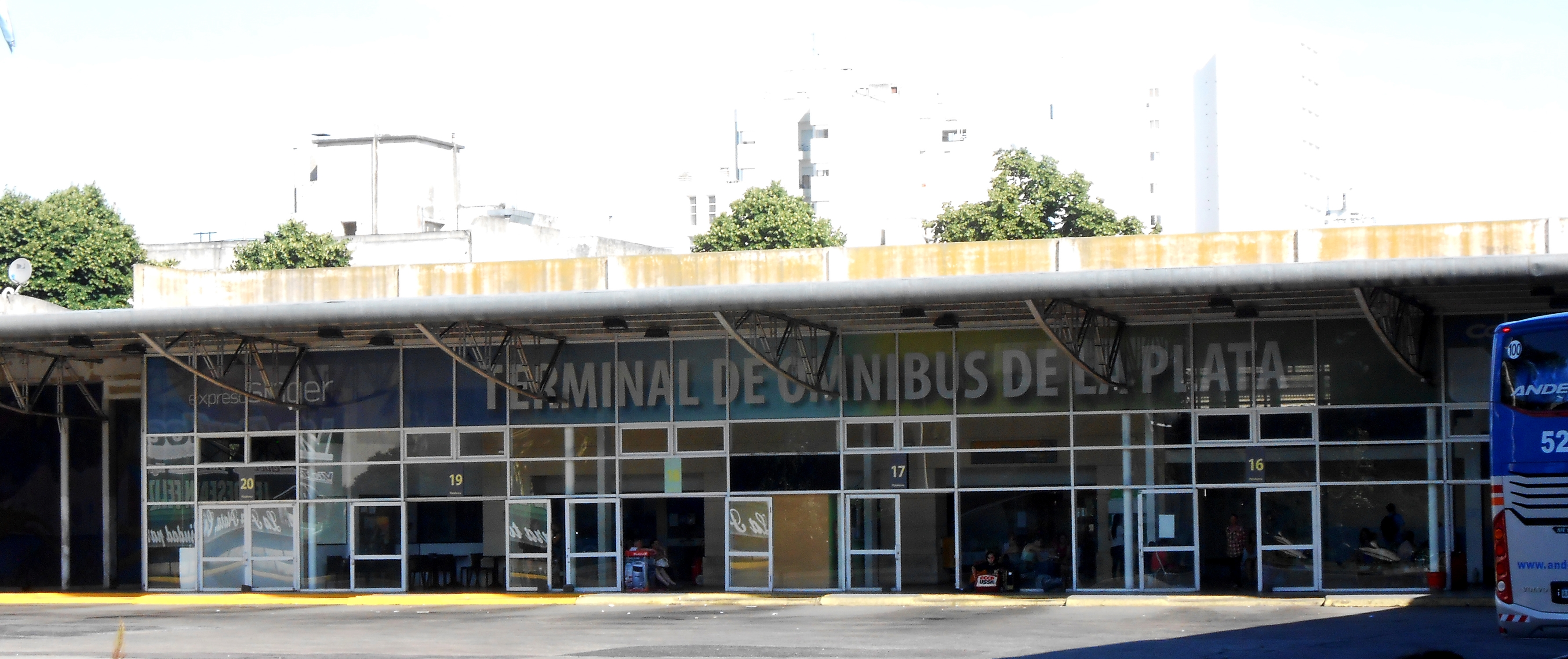
Parte interna, donde salen los omnibus de media y larga distancia.